# Vela nos Jogos Olímpicos de Verão de 2004 - Tornado
As provas da classe Tornado da vela nos Jogos Olímpicos de Verão de 2004 ocorreram entre 21 e 28 de agosto daquele ano no Centro Olímpico de Vela Agios Kosmas, em Atenas, na Grécia. O programa compunha dezesseis regatas. Para esta classe, houve 35 velejadores de 17 nações inscritas.

## Calendário
| ● | Regatas práticas | ● | Dias de competição | ● | Último dia das regatas |

| Data    | Agosto | Agosto | Agosto | Agosto | Agosto | Agosto | Agosto | Agosto | Agosto | Agosto | Agosto | Agosto | Agosto          | Agosto | Agosto | Agosto          | Agosto | Agosto |
| Data    | 12 Qui | 13 Sex | 14 Sáb | 15 Dom | 16 Seg | 17 Ter | 18 Qua | 19 Qui | 20 Sex | 21 Sáb | 22 Dom | 23 Seg | 24 Ter          | 25 Qua | 26 Qui | 27 Sex          | 28 Sáb | 29 Dom |
| ------- | ------ | ------ | ------ | ------ | ------ | ------ | ------ | ------ | ------ | ------ | ------ | ------ | --------------- | ------ | ------ | --------------- | ------ | ------ |
| Tornado | ●      | ●      |        |        |        |        |        |        |        | ● ●    | ● ●    | ● ●    | Dia de descanso | ● ●    | ● ●    | Dia de descanso | ●      |        |

## Medalhistas
A dupla austríaca Roman Hagara e Hans-Peter Steinacher finalizou a competição em primeiro lugar, conquistando a medalha de ouro. A prata firmou-se com os estadunidenses John Lovell e Charlie Ogletree. Por fim, a medalha de bronze ficou com Santiago Lange e Carlos Espínola, da Argentina.
|  | AUT Áustria                        |  | USA Estados Unidos           |  | ARG Argentina                  |
|  | Roman Hagara Hans-Peter Steinacher |  | John Lovell Charlie Ogletree |  | Santiago Lange Carlos Espínola |

## Resultados
Estes foram os resultados da competição:
| Pos.              | Velejadores                                 | Regatas | Regatas | Regatas | Regatas | Regatas | Regatas | Regatas | Regatas | Regatas | Regatas | Regatas | Pontos |
| Pos.              | Velejadores                                 | 1       | 2       | 3       | 4       | 5       | 6       | 7       | 8       | 9       | 10      | 11      | Pontos |
| ----------------- | ------------------------------------------- | ------- | ------- | ------- | ------- | ------- | ------- | ------- | ------- | ------- | ------- | ------- | ------ |
| Medalha de ouro   | AUT Roman Hagara e Hans-Peter Steinacher    | 1       | 3       | 8       | 1       | 14      | 8       | 4       | 1       | 2       | 5       | 1       | 34     |
| Medalha de prata  | USA John Lovell e Charlie Ogeltree          | 2       | 2       | 1       | 6       | 9       | 9       | 6       | 7       | 1       | 2       | 10      | 45     |
| Medalha de bronze | ARG Santiago Lange e Carlos Espínola        | 7       | 1       | 6       | 5       | 6       | 11      | 5       | 8       | 4       | 3       | 9       | 54     |
| 4                 | FRA Olivier Backes e Laurent Voiron         | 4       | 12      | 11      | 2       | 5       | 4       | 11      | 5       | 5       | 8       | 2       | 57     |
| 5                 | NED Mitch Booth e Herbert Dercksen          | 11      | 5       | 10      | 4       | 4       | 3       | 1       | 10      | 6       | 7       | 17      | 61     |
| 6                 | AUS Darren Bundock e John Forbes            | 9       | 7       | 12      | 11      | 1       | 2       | 3       | 4       | 12      | 1       | 14      | 62     |
| 7                 | PUR Enrique Figueroa e Jorge Hernandez      | 5       | 9       | 7       | 8       | 2       | 5       | 9       | 12      | 14      | 10      | 5       | 72     |
| 8                 | ESP Fernando Echavarri e Anton Paz          | 3       | 4       | 13      | 8.8     | DNF     | 6       | 2       | 6       | 7       | 13      | 12      | 74.8   |
| 9                 | RUS Andrey Kirilyuk e Valery Ushkov         | 15      | 13      | 5       | 10      | 3       | 1       | 7       | 11      | 3       | 17      | 8       | 76     |
| 10                | ITA Franceso Marcolin e Edoardo Bianchi     | DNF     | 6       | 3       | 7       | 11      | 16      | 10      | 2       | 8       | 9       | 6       | 78     |
| 11                | GER Roland Gaebler e Gunnar Struckmann      | 6       | 8       | 15      | 3       | 13      | 10      | 13      | 9       | 10      | 11      | 11      | 94     |
| 12                | GRE Iordanis Paschalidis e Christos Garefis | 12      | 10      | 2       | 9       | 10      | 7       | 16      | 13      | 15      | 14      | 3       | 95     |
| 13                | GBR Leigh McMillan e Mark Bulkeley          | 8       | 14      | 17      | 12      | 7       | 14      | 8       | 3       | 16      | 15      | 15      | 112    |
| 14                | SWE Martin Strandberg e Kristian Mattsson   | 10      | 11      | 9       | 14      | 15      | 15      | 15      | 14      | 9       | 12      | 4       | 113    |
| 15                | CAN Oskar Johansson e John Curtis           | 14      | 15      | 4       | 13      | 8       | 12      | 14      | 17      | 17      | 4       | 13      | 114    |
| 16                | POR Diogo Cayolla e Nuno Barreto            | DNS     | 16      | 14      | 16      | 12      | 13      | 12      | 15      | 11      | 6       | 7       | 122    |
| 17                | BRA Maurício Oliveira e João Carlos Jordão  | 13      | 17      | 16      | 15      | 16      | 17      | 17      | 16      | 13      | 16      | 16      | 155    |

### Classificação diária

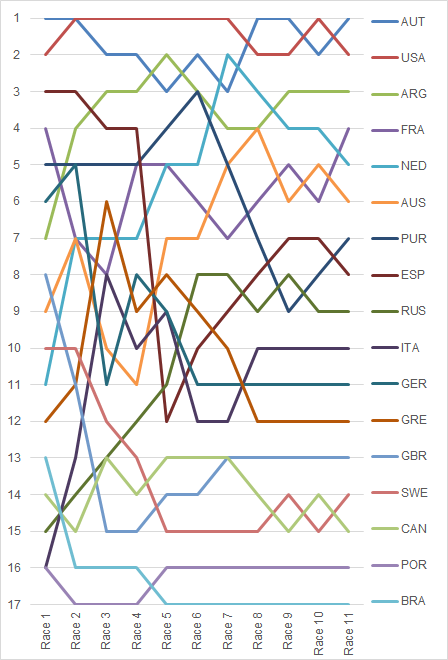
Gráfico mostrando a classificação diária na classe.